# Castillo de los Luna (Erla)
El castillo de los Luna, o simplemente castillo de Erla, era una fortaleza de origen musulmán ubicada el municipio zaragozano de Erla, en lo alto de un cerro, sobre la población.

## Historia
Sin documentación escrita que hable de su existencia hasta el siglo XIII, Por su situación, parece que formó parte la primera línea defensiva de Aragón hasta la reconquista de la Ejea musulmana, por Alfonso I el Batallador, en los primeros años del siglo XII, habiendo pertenecido a la casa de Luna.
Desde su ubicación se tiene contacto visual tanto con el cercano castillo Castillo de Santia como con la fortaleza musulmana de Sora.

## Descripción
Se encuentra ubicado en lo alto del cerro de la Corona, junto a la Ermita de la Virgen de la Corona en la margen derecha del río Arba de Biel, a 450 m s. n. m., dominando la localidad de Erla y una extensa llanura a sus pies. Se trata de un recinto de planta pentagonal que mide cuarenta metros en su eje mayor. Tan sólo se conserva la base de dos de sus muros y restos de tres torreones de planta rectangular de los cuales uno conserva una bóveda de cañón apuntado.

## Catalogación
El Castillo de los Luna está incluido dentro de la relación de castillos considerados Bienes de Interés Cultural en el apartado de zona arqueológica, en virtud de lo dispuesto en la disposición adicional segunda de la Ley 3/1999, de 10 de marzo, del Patrimonio Cultural Aragonés. Este listado fue publicado en el Boletín Oficial de Aragón del 22 de mayo de 2006.